# Elektrownia Siersza Wodna
Elektrownia Siersza Wodna – istniejąca w latach 1913–1962 elektrownia cieplna, zlokalizowana w Trzebini, opalana węglem kamiennym z pobliskiej kopalni „Artur”. Elektrownia wyposażona była w cztery turbozespoły o łącznej mocy zainstalowanej 22,5 MWe.

## Historia[1][2]
Elektrownia została zaprojektowana przez inż. Kazimierza Gayczaka, a budowę finansowaną przez wiedeńską spółkę VEAG oraz Bank Przemysłowy we Lwowie rozpoczęto jeszcze w 1911 roku. Zakład zlokalizowano w sąsiedztwie kopalni Artur (później KWK Siersza) oraz obecnej stacji kolejowej Trzebinia Siersza Wodna. Elektrownię należącą do Towarzystwa Akcyjnego Zachodnio-Galicyjskich Elektrowni Okręgowych uruchomiono dwa lata później, dostarczając prąd między innymi do kopalni „Artur” i cementowi "Górka". W latach 1913–1920 elektrownią kierował jako jej dyrektor inżynier Kazimierz Straszewski – który zwiększył jej moc wytwarzania prądu z 2,5 MW do 5 MW. Po odzyskaniu niepodległości przez Polskę, właścicielem elektrowni została spółka Siła i Światło. Od roku 1928 zakład działał pod nazwą Elektrownia Okręgowa w Zagłębiu Krakowskim w Sierszy – Wodnej. We wrześniu 1939 elektrownia została przejęta przez władze okupacyjne. Po zakończeniu wojny elektrownia przeszła na własność Państwa i otrzymała nazwą Elektrownia Siersza Wodna. W roku 1960, wskutek zużywania się urządzeń, elektrownię postawiono w stan likwidacji. Dwa lata później zakończono eksploatację. Jednocześnie podjęto decyzję o budowie nowej, wówczas największej w kraju, Elektrowni Siersza II.
W miejscu dawnej elektrowni powstał zakład energetyczny, jest to część spółki Tauron Dystrybucja SA (Rejon Dystrybucji Trzebinia-Siersza). Na terenie tego zakładu śladami po dawnej elektrowni są istniejące do dziś budynki: administracyjny, kotłowni i rozdzielni.

## Dane techniczne[2]
Elektrownia do wytwarzania energii elektrycznej wykorzystywała cztery turbogeneratory o łącznej mocy zainstalowanej 22,5 MWe:
- Turbozespół nr 1 – 2,5 MWe (1913 r.)
- Turbozespół nr 2 – 2,5 MWe (1914 r.)
- Turbozespół nr 3 – 5 MWe (1922 r.)
- Turbozespół nr 4 – 12,5 MWe (1929 r.)

Kotłownia mieściła siedem kotłów z których spaliny wyprowadzane były dwoma kominami stalowymi o wysokości 27 m oraz kominem murowanym o wysokości 93 m.
Dla obiegu chłodzącego o układzie zamkniętym, wybudowano trzy chłodnie kominowe:
- Chłodnia nr 1 – bliźniacza
- Chłodnia nr 2 – bliźniacza
- Chłodnia nr 3 – wysokość 28 m